# Претенденты
«Претенде́нты» (англ. Challengers) — художественный фильм режиссёра Луки Гуаданьино по сценарию Джастина Курицкеса. Главные роли в нём исполнили Зендея, Майк Фейст и Джош О’Коннор. «Претенденты» должны были стать фильмом открытия 80-го Венецианского кинофестиваля (30 августа 2023 года), но 25 июля стало известно, что их заменит фильм Эдоардо Де Анджелиса «Команданте».
Премьера фильма состоялась в Сиднее 26 марта 2024 года.

## Сюжет
В 2006 году старшеклассники Патрик Цвейг и Арт Дональдсон стали лучшими друзьями на всю жизнь и партнерами по теннису в парном разряде. После победы на Открытом чемпионате среди юниоров они знакомятся с Таши Дункан, перспективной молодой теннисисткой, которая привлекает Патрика и Арта. Патрик приглашает Таши в их гостиничный номер, где они втроем целуются. На следующий день, когда два парня играют друг с другом, Таши говорит, что даст свой номер телефона тому, кто выиграет. Патрик выигрывает матч.
Таши и Арт продолжают играть в теннис в колледже Стэнфордского университета, в то время как Патрик становится профессионалом и заводит с Таши отношения на расстоянии. Ревнивый Арт задается вопросом, любит ли Патрик Таши. Патрик и Таши ссорятся, когда она дает ему непрошеный совет по теннису. Сразу после этого Таши получает серьёзную травму колена во время матча. Патрик возвращается, чтобы утешить Таши, но она требует, чтобы он ушел, и Арт и Таши молчаливо разрывают отношения с Патриком. Арт утешает Таши и помогает ей выздороветь, но Таши безуспешно пытается возобновить свою теннисную карьеру. Несколько лет спустя Таши воссоединяется с Артом и становится его тренером; у них завязываются романтические отношения. Однако Таши и Патрик случайно встречаются в Атланте и проводят ночь вместе, о чём Арт тайно узнает.
Более 13 лет спустя, теперь женатые, Таши и Арт — богатая семейная пара, у них есть маленькая дочь. Благодаря Таши в качестве тренера Арт стал профессиональным игроком в теннис высочайшего уровня. Его отделяет всего один титул на Открытом чемпионате США на турнирах Большого шлема за карьеру, хотя он изо всех сил пытается восстановить свою форму после травмы. Таши участвует с Артом в качестве уайлд-кард на турнире «Челленджер» в Нью-Рошель, штат Нью-Йорк, чтобы повысить свою уверенность в себе, обыгрывая соперников более низкого уровня. Патрик же — никому не известный игрок, живущий в своей машине, перебивающийся выигрышами в турнирах более низкого уровня, и, так уж случилось, он также участвует в турнире в Нью-Рошель. Стартовав с противоположных концов сетки, Арт и Патрик обыгрывают своих соперников, пока не оказываются лицом к лицу в финальном матче турнира.
Патрик тайно просит Таши стать его тренером и привести его к последнему победному сезону, чувствуя, что она недовольна этим, но она отвергает его. В ночь перед финалом Арт сообщает Таши, что планирует завершить карьеру в конце сезона, независимо от того, выиграет он Открытый чемпионат или нет, несмотря на то, что знает, что Таши опосредованно строит свою теннисную карьеру через него. Таши говорит Арту, что, если он проиграет Патрику, она уйдет от него. После этого Таши тайно встречается с Патриком, чтобы попросить его проиграть матч Арту. Патрик неохотно соглашается, и Патрик и Таши занимаются сексом.
В день финала Таши наблюдает из толпы за тем, как Арт и Патрик играют на равных. В конце матча Арт выходит вперед, а Патрик начинает забрасывать мяч, постоянно подавая в сетку. Однако Патрик не проигрывает и вместо этого насмехается над Артом, условным жестом давая ему понять, что у него был секс с Таши. Разъяренный Арт позволяет Патрику забивать, пока они снова не сравняли счет. На последних минутах матча Арт и Патрик яростно обмениваются ударами приближаясь к сетке. Арт выходит к сетке, чтобы нанести завершающий смеш, выпрыгивает и падает в объятья Патрика. Ликующая Таши подбадривает их со стороны.

## В ролях
- Зендея — Таши Дональдсон
- Майк Файст — Арт Дональдсон
- Джош О’Коннор — Патрик Цвейг
- Дарнелл Эпплинг — Судья
- Нада Деспотович — мать Таши
- Нахим Гарсиа — отец Таши
- А.Дж. Листер — Лили Дональдсон
- Хэйли Гейтс[англ.] — Хелен

## Производство
В феврале 2022 года стало известно, что компания Metro-Goldwyn-Mayer получила права на съёмки фильма, режиссёром которого станет Лука Гуаданьино, а Зендая, Джош О’Коннор и Майк Фейст исполнят главные роли. Зендая также выступит в качестве продюсера фильма. Сайомбху Мукдипром выступает в качестве оператора. В интервью Collider в 2022 году Гуаданьино рассказал, что на создание фильма его вдохновили сценарий Курицкеса, Эми Паскаль и Зендея.
Съёмки начались 3 мая 2022 года в Бостоне, где был объявлен кастинг для местных жителей на роли теннисистов, статистов и дублеров. Готовясь к роли, Зендая три месяца тренировалась с профессиональным теннисистом и тренером Брэдом Гилбертом. Съёмки проходили в районе Бэк-Бэй и Восточном Бостоне и завершились 26 июня 2022 года. Гуаданьино навестил Зендайю на съёмках фильма «Дюна: Часть вторая», чтобы завершить ADR для «Претендентов». Трент Резнор и Аттикус Росс написали музыку для фильма, ранее они работали с Гуаданьино над его фильмом «Целиком и полностью».
Некоторое время предполагалось, что «Претенденты» откроют 80-й Венецианский кинофестиваль и будут показан в ночь открытия, 30 августа 2023 года, вне конкурса. Однако 25 июля стало известно, что их заменит фильм Эдоардо Де Анджелиса «Команданте».

### Премьера
Премьера фильма состоялась в Сиднее 26 марта 2024 года, выход в кинотеатрах и в формате IMAX в США произошёл 26 апреля 2024 года.

## Критика
На сайте Rotten Tomatoes фильм имеет 88% «свежести» на основе 373 рецензий кинокритик, со средней оценкой 8 баллов из 10. На Metacritic фильм заработал 82 балла из 100 возможных, на основе 64 рецензий.

## Награды и номинации
| Премия                         | Категория                                | Номинант                                                         | Результат |
| ------------------------------ | ---------------------------------------- | ---------------------------------------------------------------- | --------- |
| «Золотой глобус»               | Лучший фильм — комедия или мюзикл        |                                                                  | Номинация |
| «Золотой глобус»               | Лучшая женская роль — комедия или мюзикл | Зендея                                                           | Номинация |
| «Золотой глобус»               | Лучшая музыка к фильму                   | Трент Резнор, Аттикус Росс                                       | Победа    |
| «Золотой глобус»               | Лучшая песня                             | Трент Резнор, Аттикус Росс, Лука Гуаданьино («Compress/Repress») | Номинация |
| «Выбор критиков»               | Лучший оригинальный сценарий             | Джастин Курицкес                                                 | Номинация |
| «Выбор критиков»               | Лучшая музыка к фильму                   | Трент Резнор, Аттикус Росс                                       | Победа    |
| «Выбор критиков»               | Лучшая песня                             | Трент Резнор, Аттикус Росс, Лука Гуаданьино («Compress/Repress») | Номинация |
| «Выбор критиков»               | Лучший монтаж                            | Марко Коста                                                      | Победа    |
| Премия Гильдии сценаристов США | Лучший оригинальный сценарий             | Джастин Курицкес                                                 | Номинация |